# Smoleanîkivka, Bilopillea
Smoleanîkivka (în ucraineană Смоляниківка) este un sat în comuna Hannivka-Vîrivska din raionul Bilopillea, regiunea Sumî, Ucraina.

## Demografie
Componența lingvistică a localității Smoleanîkivka
     Ucraineană (100%)
Conform recensământului din 2001, toată populația localității Smoleanîkivka era vorbitoare de ucraineană (100%).